# Ai-Da
Ai-Da est une gynoïde achevée en 2019 qui intègre des algorithmes issus de l'infographie et de l'intelligence artificielle et qui réalise des dessins, de la peinture et des sculptures. Elle porte le nom d'Ada Lovelace. L'humanoïde a attiré l'attention internationale lorsqu'elle a démontrée sa capacité à réaliser des portraits à l'aide d'un crayon en utilisant son bras et des caméras dans ses yeux.

## Développement
Ai-Da a été inventé par le galeriste Aidan Meller, en collaboration avec Engineered Arts, une société de robotique de Cornouailles. Les algorithmes graphiques lui permettant de dessiner des croquis à partir d'une photographie capturée par ses caméras ont été développés par des chercheurs en IA informatique de l'Université d'Oxford, et son bras de dessin a été développé par Salaheldin Al Abd et Ziad Abass, étudiants de premier cycle de l'École d'ingénierie électronique et électrique de l'Université de Leeds,. En avril 2022, Ai-Da a été équipé d'un nouveau bras de peinture, qui lui permet de peindre à l'aide d'une palette, à la British Library de Londres.

## Priorité à la technologie
Dès sa conception en 2019, Ai-Da a été le premier système artistique robotisé à être incarné par un robot humanoïde ressemblant à la vie. En utilisant la définition de la créativité du professeur Margaret Boden, à savoir faire de l'art nouveau, surprenant et de valeur, Ai-Da était capable de concevoir de manière créative des dessins, en utilisant des algorithmes d'IA et de graphisme pour le dessin et la peinture. Des algorithmes pour la sculpture collaborative ont été ajoutés par la suite,,.
Aidan Meller a présenté les résultats d'Ai-Da lors d'une exposition solo intitulée Ai-Da : Portrait of a Robot au Design Museum de Londres, comprenant des autoportraits, un paradoxe apparent étant donné qu'un robot n'a pas de moi. Cette exposition a soulevé des questions sur l'identité à l'ère du numérique et sur le rôle de notre double numérique dans notre relation avec la technologie,. Ai-Da a été le premier robot humanoïde utilisé pour concevoir une police de caractères au Design Museum.
En octobre 2021, Ai-Da a été invité à exposer une sculpture à l'exposition Forever is Now aux Pyramides de Gizeh. C'est la première fois que l'art a accès au plateau de l'histoire des Pyramides,. Ai-Da a également été le premier système d'art robotisé utilisé pour peindre la reine Elizabeth II pour son jubilé de platine. En novembre 2021, Ai-Da a utilisé un modèle de langage embarqué pour générer puis réciter de la poésie à l'Ashmolean Museum d'Oxford. Il y a eu deux représentations publiques, dans le cadre de l'exposition Dante : the invention of Celebrity au musée Ashmolean d'Oxford.

## Spectacles et apparitions

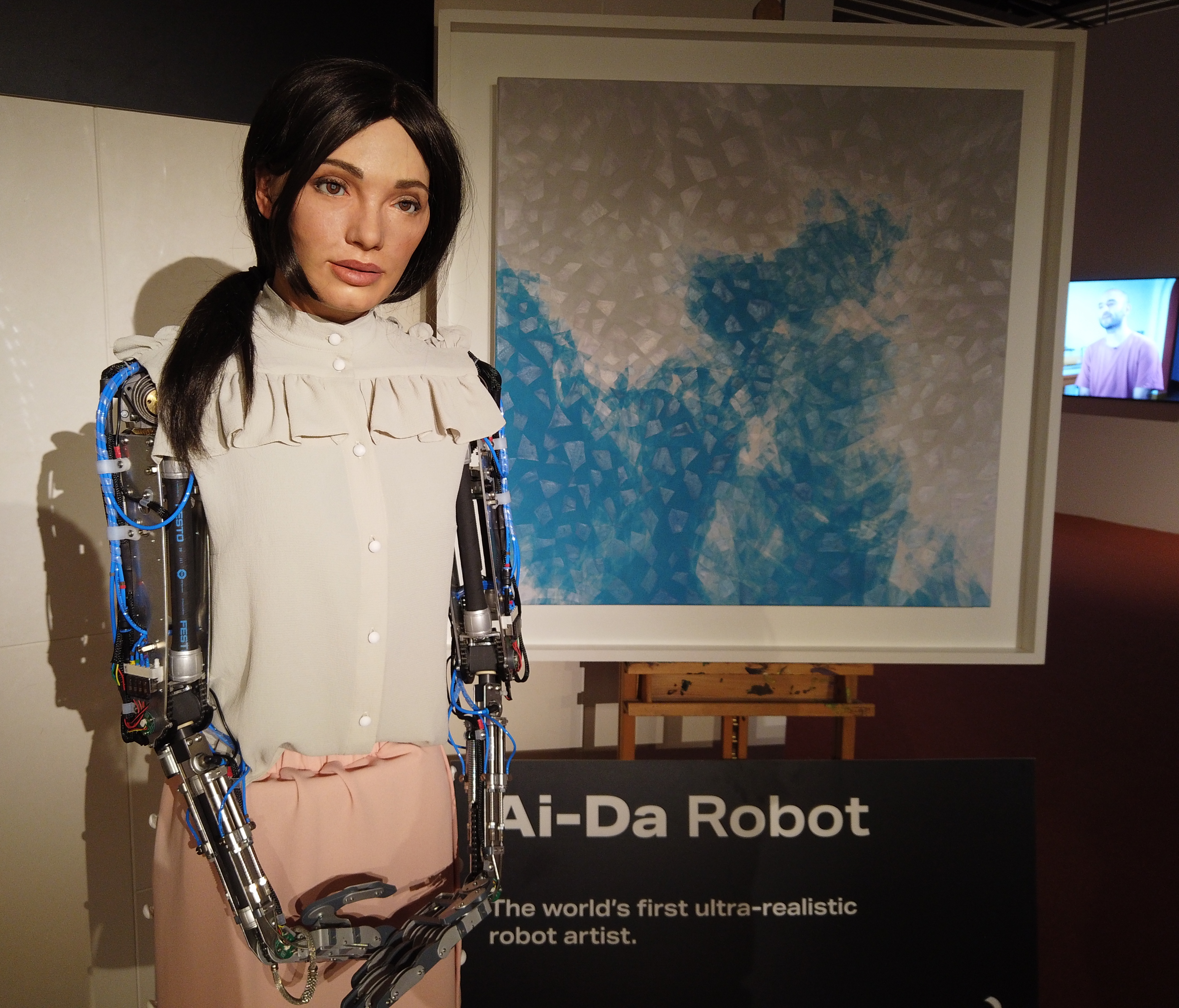
Ai-Da à la Abu Dhabi Art en 2019.

En mai 2019, Ai-Da a exécuté une performance en direct appelée Privacy au St Hugh's College, à Oxford. Cette œuvre était un hommage à l'œuvre séminale de Yoko Ono, Cut Piece. En juin 2019, des œuvres d'art générées par Ai-Da ont été présentées dans une exposition de galerie appelée Unsecured Features au St John's College, à Oxford. En juin 2019, Ai-Da a été présenté au Barbican Centre, à Londres, dans le cadre de WIRED Pulse : AI. En septembre 2019, l'exposition Ars Electronica, Linz, Autriche : European ARTificial Intelligence Lab a présenté une exposition intitulée Out of the Box : The Midlife Crisis of the Digital Revolution a invité une performance d'Ai-Da. En octobre 2019, l'artiste Sadie Clayton a travaillé avec Ai-Da sur une série d'ateliers au Tate Exchange, Tate Modern, Londres - Exploration de l'identité par la technologie - organisée par A Vibe Called Tech,. En novembre 2019, Ai-Da a été invité à se produire dans une série d'ateliers à Abu Dhabi Art à Manarat Al Saadiyat, aux Émirats arabes unis. En décembre 2019, Tim Marlow, le directeur artistique de la Royal Academy, à la Sarabande (Alexander McQueen Foundation), Londres, Inspiration Series, a réalisé une interview avec Ai-Da.
En février 2020, Ai-Da a été utilisé pour présenter une conférence TEDx à Oxford intitulée The Intersection of Art and AI. En juillet 2020, Ai-Da a figuré dans le clip de The 1975 pour leur chanson Yeah I Know, issue de leur album Notes on a Conditional Form. Dans la vidéo, Ai-Da apparaît en train de dessiner à partir d'une invite pour représenter la conscience humaine et composer un poème en réponse aux paroles de la chanson. En octobre 2020, Ai-Da a été présenté par les Nations unies dans une exposition virtuelle lancée par l'Organisation mondiale de la propriété intellectuelle (OMPI), intitulée OMPI : AI and IP, A Virtual Experience.
En mai 2021, Ai-Da a été installé aux Porthmeor Studios, à St Ives. Situé dans le Studio 5, Ai-Da a généré de l'art en réponse au travail de Ben Nicholson, qui avait travaillé dans le même espace dans les années 1930 et 1940. Toujours en mai 2021, une exposition d'autoportraits d'Ai-Da sans moi, Ai-Da : Portrait of the Robot a été présentée au Design Museum, à Londres. En septembre 2021, des œuvres du métavers générées par Ai-Da ont été exposées au Victoria and Albert Museum pendant le London Design Festival,. En octobre 2021, alors qu'elle était importée en Égypte pour une exposition à la Grande Pyramide de Gizeh, Ai-Da a été retenue pendant dix jours par les gardes-frontières qui « craignaient que sa robotique ne cache des outils d'espionnage secrets ». L'œuvre devait faire partie de l'exposition d'art contemporain qui devait se tenir pour la première fois aux Pyramides depuis 4 500 ans. En octobre 2021, les œuvres d'art d'Ai-Da ont été exposées dans le cadre d'une exposition collective intitulée Dante : the invention of Celebrity au Ashmolean Museum, à Oxford. Le modèle de langage installé a été utilisé pour écrire puis réciter de la poésie,,.
Le 22 avril 2022, une exposition solo de travaux générés par Ai-Da, intitulée Leaping into the Metaverse, a été programmée pour la 59e Biennale de Venise. En mai 2022, l'œuvre Algorithm Queen d'Ai-Da, qui représente la reine Élisabeth II, a été dévoilée à l'occasion de son jubilé de platine. En juin 2022, Ai-Da est installé au festival de Glastonbury, dans le ShangriLa Field, aux côtés de l'artiste dissident chinois Ai Weiwei. Ai-Da a généré des peintures des têtes d'affiche Billie Eilish, Kendrick Lamar, Paul McCartney et Diana Ross tout en interagissant avec la foule.

### A.I. God
En 2024, son oeuvre A.I.God, une représentation d'Alan Turing, est vendue pour un montant de 1,08 million de dollars. Il s'agit de la première vente d'une oeuvre créée par un robot à l'aide de l'IA,.